# Lommatzscher Pflege

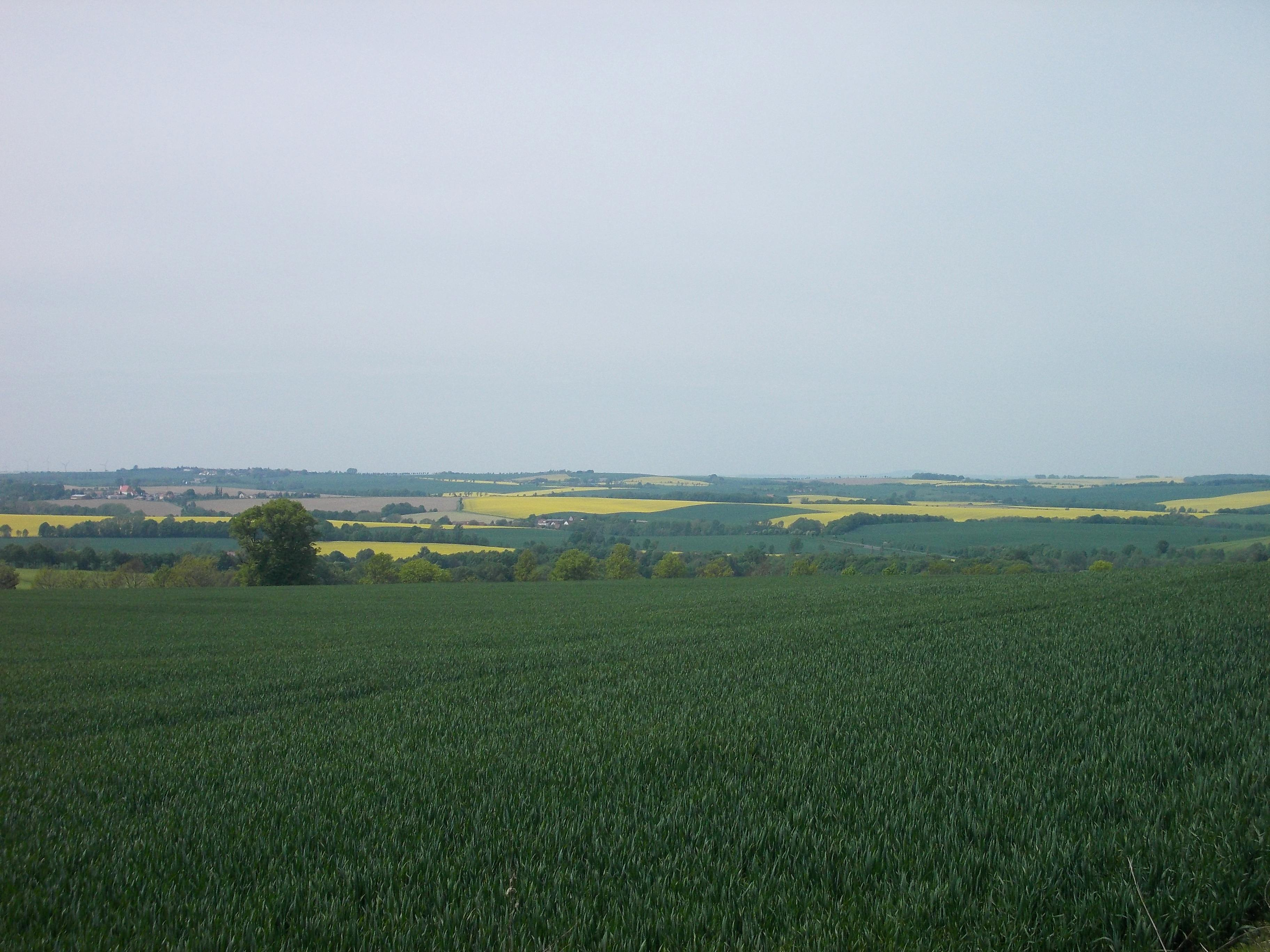
Blick von der Radewitzer Höhe über die Lommatzscher Pflege

Die Lommatzscher Pflege ist eine Hügellandschaft in Mittelsachsen.

## Lage
Sie befindet sich linksseitig des Elbtales nordwestlich der Stadt Meißen und südlich von Riesa. Nach Osten schließt sich jenseits der Elbe die Großenhainer Pflege an. Südlich befindet sich das Meißner Hochland. Nach Westen geht ihre Ausdehnung bis Oschatz, Mügeln und Ostrau, wo sie in das Oschatzer Hügelland übergeht. Nordwestlich schließt sich jenseits des Döllnitztales die Dahlener Heide an. Neben der Döllnitz bildet im Norden auch die Elbe den natürlichen Abschluss der Landschaft, die dort in die Röderaue übergeht. Bedeutendste Gewässer sind die Jahna und der Ketzerbach.
Den Mittelpunkt der Landschaft bildet die namensgebende Kleinstadt Lommatzsch, die auch den einzig größeren Ort darstellt und früher eines der Zentren des sächsischen Getreidehandels war. Kennzeichnend für die Lommatzscher Pflege ist eine Vielzahl von kleinsten Ortschaften, die oft nur aus wenigen Drei- und Vierseithöfen bestehen. Die Besiedlung ist bereits seit dem 8. Jahrhundert nachweisbar, als das Gebiet Teil des Gaus der elbslawischen Daleminzier war.

## Bedeutung
Wegen ihrer Lössböden bester Qualität und hohen Bodengüte dominiert in der Lommatzscher Pflege traditionell die landwirtschaftliche Nutzung. Daher wurde sie auch als Kornkammer Sachsens bezeichnet. Daneben bestehen Ton- und Kaolinvorkommen. Sie bildeten die Grundlage für eine vor allem im 19. und 20. Jahrhundert sehr vielfältige Tongut- und Steinzeugfabrikation in Strehla, Mügeln, Meißen und anderen Orten der Region. Die Landschaft ist auf Grund der weitverbreiteten ackerbaulichen Nutzung sehr waldarm.